# Noorderplantsoenbuurt
De Noorderplantsoenbuurt in Groningen ligt ten noorden/noordwesten van het centrum van de stad: tussen het Noorderplantsoen en de spoorlijn naar Winsum, en tussen de Noorderstationsstraat en de Koninginnelaan. De buurt is omstreeks 1880 aangelegd ten noorden van het Noorderplantsoen. Het vormt onder de naam Plantsoenbuurt een buurt van de wijk Oud-West (tot 2014 van de opgeheven Oranjewijk).
De buurt is rijk aan voorzieningen. Zo biedt het Noorderplantsoen een breed scala aan recreatiemogelijkheden en draagt het in de wijk gelegen Prinsentheater en jaarlijkse Noorderzon-festival bij aan de culturele rijkdom. Ook zijn er veel horecagelegenheden en enkele winkels. Er is een actieve buurtvereniging en daarnaast een ondernemersvereniging. Er verschijnen geregeld nieuwsbrieven en er is een website.  